# Anatoly Diatlov
Anatoly Stepanovitch Diatlov (em russo:  Анатолий Степанович Дятлов; Krai de Krasnoiarsk, 3 de março de 1931 – 13 de dezembro de 1995) foi um engenheiro ucraniano. Quando vice-engenheiro-chefe da Usina Nuclear de Chernobil, foi o supervisor do experimento fatal que resultou no acidente nuclear de Chernobil.

## Biografia
Diatlov nasceu em 1931 no Krai de Krasnoiarsk, na União Soviética. Em 1959 obteve a graduação no Instituto de Engenharia Física de Moscou. Após a graduação trabalhou na indústria de construção de navios de Komsomolsk-on-Amur, instalando reatores nucleares em submarinos. Em 1973, foi morar em Pripyat, na Ucrânia, a fim de trabalhar na construção da Usina Nuclear de Chernobil. Sua experiência de mais de catorze anos trabalhando com reatores nucleares navais o tornava um dos três principais funcionários do complexo de Chernobyl. Diatlov  era responsável pelas Unidades Três e Quatro da usina.
Em 26 de abril de 1986, Diatlov supervisionava um teste no Reator 4 da usina nuclear, que resultou no maior desastre nuclear da história. Durante o acidente, Dyatlov recebeu uma dose de radiação de 390 rem (3,9 Sv), que causa a morte em 50% das pessoas afetadas após 30 dias, mas ele sobreviveu. Junto com Nikolai Fomin e Viktor Briukhanov, Dyatlov foi levado a julgamento por falha em seguir regulações de segurança que levaram ao acidente. Em 1987, ele foi julgado culpado por negligência e sentenciado a dez anos de prisão. Ele foi anistiado e solto três anos depois.
Diatlov mais tarde escreveu um livro onde ele culpou falhas técnicas (como mal design da planta do reator) como a causa do acidente, ao invés de erro humano. Em relatórios posteriormente divulgados, foi descoberto que Diatlov ameaçou funcionários da usina com demissão se eles não prosseguissem com o teste noturno em Chernobyl.

## Morte
Anatoly Diatlov morreu em 13 de dezembro de 1995, aos 64 anos, devido a uma insuficiência cardíaca, como consequência do envenenamento radioativo, em Kiev, na Ucrânia.